# Шрі-Ланка
Демократична Соціалістична Республіка Шрі-Ланка́ (синг. ශ්‍රී ලංකා Śrī Laṃkā IAST; там. இலங்கை Ilaṅkai, до 1972 року Цейло́н) — країна і острів у північній частині Індійського океану за 31 км від південно-східного узбережжя Індії; площа 65 610 км². Політична система — ліберальна демократична республіка.

## Етимологія
У давнину Шрі-Ланка була відома мандрівникам різними іменами. Згідно з історичною поемою Махавамса, легендарний принц Віджая назвав землю Тамбапанні («мідно-червоні руки» або «мідно-червона земля»), тому що руки його учнів почервоніли через червоний ґрунт. За іншими даними Віджая назвав острів «Сінхала двип», від слова сингха — лев.
У індуїстській міфології, такій як «Рамаяна», острів називався Ланка («Острів»). Тамільський термін Ілам (там. ஈழம், трансліт. īḻam) був використаний для позначення всього острова в Сангамській літературі.
Давні греки називали острів Тапробана (дав.-гр. Ταπροβανᾶ) або Тапробане (Ταπροβανῆ) зі слова Тамбапанні. Перси та араби називали Шрі-Ланку Сарандіб (походить від слова «серендипність») або Сернтіву чи Сімхаладвіпах. Ceilão, назва, дана Шрі-Ланці Португальською імперією, коли ті прибули 1505 року, була передана англійською як Ceylon (українською Цейлон). Як британська коронна колонія, острів був відомий як Цейлон; Шрі-Ланка отримала незалежність під назвою Домініон Цейлон в 1948 році.
Зараз країна має назву сингальською мовою Шрі-Ланка IAST (синг. ශ්‍රී ලංකා) і тамільською Іланґай IAST (там. இலங்கை, IPA: [iˈlaŋɡai]). 1972 року назва зміналася на «Вільна, суверенна і незалежна Республіка Шрі-Ланка». Пізніше 1978 року країна стала називатися «Демократична Соціалістична Республіка Шрі-Ланка». Оскільки назва «Цейлон» все ще використовується в назвах ряду організацій, уряд Шрі-Ланки оголосив у 2011 році план перейменування всіх тих установ, над якими він має владу.

## Географія

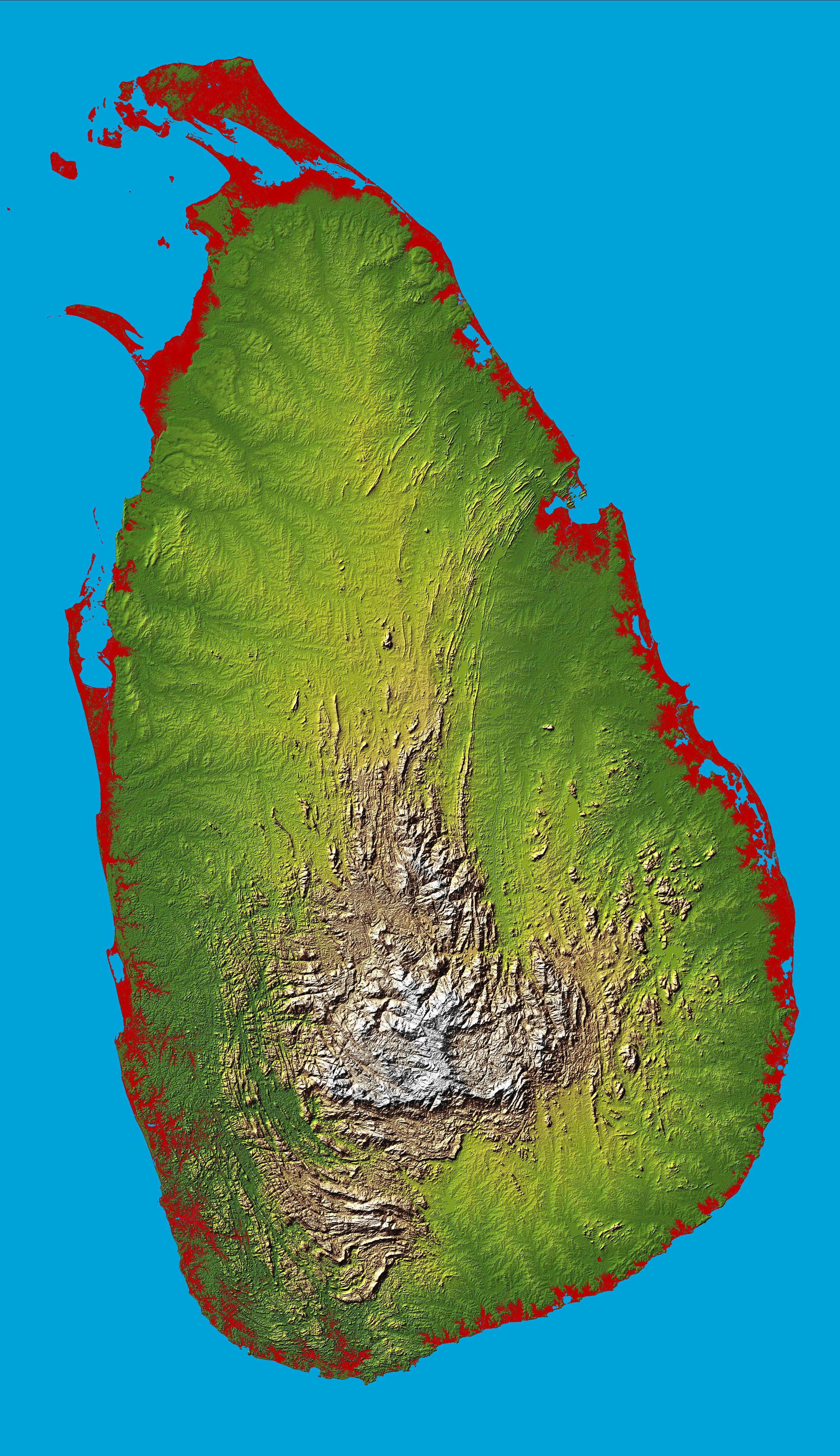
Топографічна мапа Шрі Ланки.

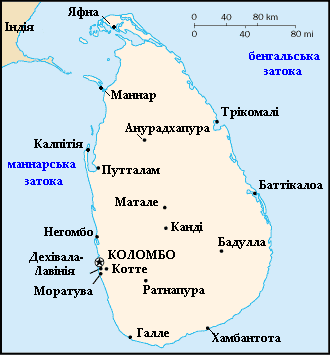
Мапа Шрі Ланки.

Шрі-Ланка розташована на південь від півострова Індостан. Відокремлена від материка мілководними Полкською протокою і Манарською затокою, між якими є пасмо островів під назвою Адамів міст. Загальна площа країни становить 64 652 км². Максимальна довжина в меридіанальному напрямку — 430 км, ширина — 225 км. Крайні точки: південна — мис Дондра, західна — мис Датч-Бей, північна — Поліканді, східна — Санґаман Канда.

### Рельєф
Рівнина на півночі і по узбережжю, гори на півдні й у центральній частині. У рельєфі острова виражена серія різновисотних ступенів — від прибережних низовин до Центрального гірського масиву, розташованого на півдні центральної частини острова. Територія, піднята вище 1500 м над поверхнею моря, розсічена розломами. Один з них у цілому складається з розрізнених ланок і має меридіанальну орієнтацію; інший має дугоподібну форму і широтне розташування. В цілому вони схожі на якір, стрижень якого витягнутий з півночі на південь. Найвищі точки гора Підуруталагала (2524 м), пік Адама — 2243 м.
Територію Шрі-Ланки складають переважно стародавні кристалічні породи, стійкі до ерозійних процесів. Тут розрізняють сильно метаморфізовані й інтрузивні гірські породи. У будові півострова Джафна, що на крайній півночі країни, і прибережних низовин на північному заході аж до Путталама беруть участь осадові породи. Поверхня півострова Джафна, що, по суті, являє собою піднятий риф, складена кораловими вапняками.
У Шрі-Ланці місцями розвинуті четвертинні алювіальні відкладення, головним чином на прибережних низовинах, і особливо в районі лагун східного узбережжя й у дельті річки Махавелі.

### Водойми
Річки Шрі-Ланки в основному короткі, вони починаються в Центральному масиві й у верхів'ях мають швидкий плин. Келані та Махаоя течуть у напрямку західного берега, Валаве та Налвала — на південь, Гал і Ян — на схід. Найдовша річка — Махавелі — починається на південному заході Центрального масиву і сягає узбережжя південніше Тринкомалі на північному сході країни.

### Клімат
Шрі-Ланка розташована лише на кілька градусів широти північніше екватора. Тому середні місячні температури повітря на низовинах високі і мало розрізняються протягом року. Узимку вони трохи нижчі: наприклад, у Коломбо середня температура найхолоднішого місяця — грудня, 25 °C, а найспекотнішого місяця — травня, 28 °C. Добові амплітуди температур невеликі і рідко перевищують 11 °C. Однак у горах, в одному з найбільш висотних міст країни Нувара-Елія (1881 м), середня температура повітря в січні 14 °C, а в травні 17 °C.
Клімат Шрі-Ланки формується не тільки під впливом близькості розташування до екватора, але й у результаті сусідства з півостровом Індостан. Наразі спостерігаються сезонна зміна вітрів і контрастність режиму атмосферних опадів, що дозволяє говорити про специфічний варіант індійського мусону. Як і на інших гористих островах у мусонних областях, у Шрі-Ланці яскраво виражена географічна строкатість внутрішньорічних опадів. Так, південно-західний мусон, що дує з кінця травня до початку жовтня, поєднується зі зливами на південному заході країни, особливо на навітряних схилах Центрального масиву. Він же визначає суху погоду на північних і східних низовинах. Приблизно з листопада по січень Шрі-Ланка зазнає впливу від північно-східного мусону, що викликає випадання дощів на всьому острові. У міжмусонний період, коли атмосферний тиск відносно стійкий, місцеві конвективні потоки повітря і денні бризи з моря приносять спорадичні опади.
Ця сезонна ритмічність у поєднанні з впливом орографічного фактора визначає наявність різких районних розходжень у кліматі Шрі-Ланки. Так, південно-західні низовини, що лежать між горами і морем, входять у вологу зону, де опади притаманні обом мусонним періодам, а між ними дощі випадають досить рідко. Тому постійно тримається висока вологість повітря, тільки лютий у більшості місцевостей відносно сухий.
На схилах західної частини Центрального масиву в межах вологої зони температури знижуються з висотою, а річна сума опадів у деяких пунктах перевищує 5100 мм.
Низовинам сухої зони, розташованим на півночі і сході острова, включаючи півострів Джафна, властивий очевидний, але не чітко виражений максимум опадів у період з жовтня по січень, коли виявляється вплив північно-східного мусону. З червня по вересень триває посушливий сезон. У міжмусонний час реєструються рідкі опади. У цілому в сухій зоні опади менш рясні, аніж у вологій, і в середньому за рік їхня кількість не перевищує 1900 мм на північно-західному узбережжі і 1300 мм на південно-східному. Проте сама величина цього показника в сухій зоні не дає підстав відносити її до аридних територій, і сухість клімату відчувається лише влітку. У східних горах і міжгірській улоговині Ува, що також відносяться до сухої зони, сезонний хід опадів приблизно такий же, як і на низовинах, але менш різко виражений. Тому зливи там сягають такої інтенсивності, яка рідко відзначається на низовинах цієї зони.

## Історія

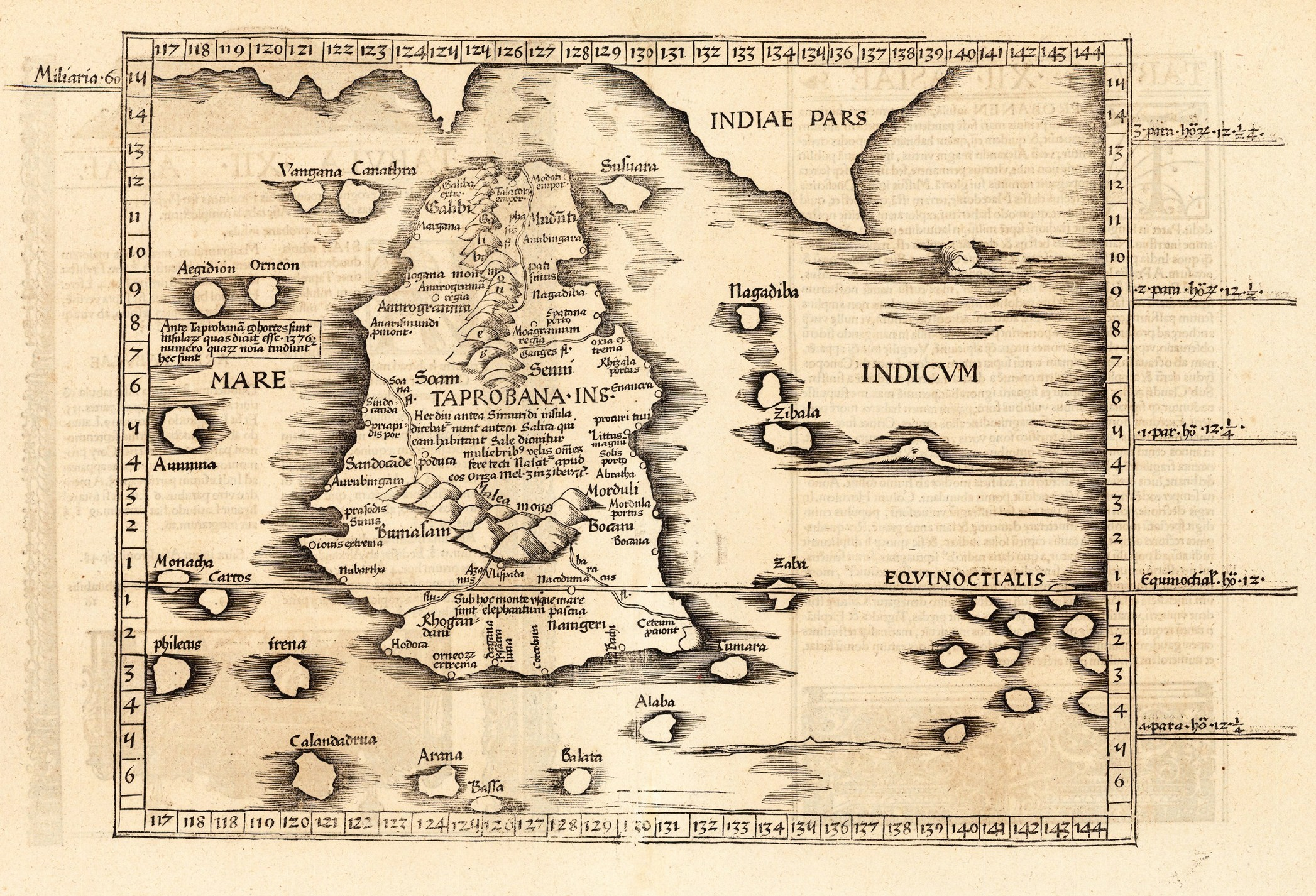
Цейлон на карті світу Птолемея, перше століття нашої ери, публікація 1535 року

### Доісторичний період
Доісторичний період охоплює період з 500 000 р. до н. е. по 125 000 р. до н. е. Ера охоплює палеоліт, мезоліт та ранню залізну добу. Серед печер часів палеоліту знайдених на Шрі-Ланці, Пахіянгала (названа на честь китайського бгікшу Фасяня), Батадомбалена та Белілена є найважливішими. У цих печерах археологи знайшли залишки анатомічно сучасних людей, яких вони назвали «людина Балангода», та інші докази які свідчать, що вони, можливо, займалися сільським господарством і утримували домашніх собак.
Одна з перших письмових згадок про острів міститься в індійському епосі Рамаяна, в якому наводяться подробиці королівства Ланка, створеного божественним скульптором Вішвакарма для Кубери, володаря багатства. Кажуть, що Кубера був повалений своїм демоном, зведеним братом Равана, могутнім імператором, який побудував міфічний літальний апарат Вімана. Сучасне місто Варіяпола описується як аеропорт Равани.
Ранні жителі Шрі-Ланки були предками веддів, корінного народу, чисельність якого зараз становить близько 2500 осіб. Ірландський історик XIX століття Джеймс Емерсон Теннент висловив припущення, що Ґалле, місто в південній частині Шрі-Ланки, було древнім морським портом Таршіша, з якого, як кажуть, царю Соломону привозили слонову кістку, павичів та інші цінності.

### Доанурадхапурський період
Згідно з Махавамса, хронікою, написаною на мові Палі, первісні жителі Шрі-Ланки — народи Якша і Нага. Древні кладовища, які використовувалися до 600 р. до н. е., та інші ознаки розвиненої цивілізації також були виявлені в Шрі-Ланці. Сингальське літочислення традиційно починається з 543 р. до н. е. з приходом принца Віджая, напівлегендарного принца, з 700 послідовниками до Шрі-Ланки, після вигнання з королівства Ванга (сучасна Бенгалія). Він заснував Королівство Тамбапанні, недалеко від сучасного Маннара. Віджая — перший з приблизно 189 монархів Шрі-Ланки, описаних у таких хроніках, як Діпавамса, Махавамса, Кулавамса і Раджавалія. Історія династії Шрі-Ланки закінчилася в 1815 році, коли острів став частиною Британської імперії.

### Анурадхапурський період

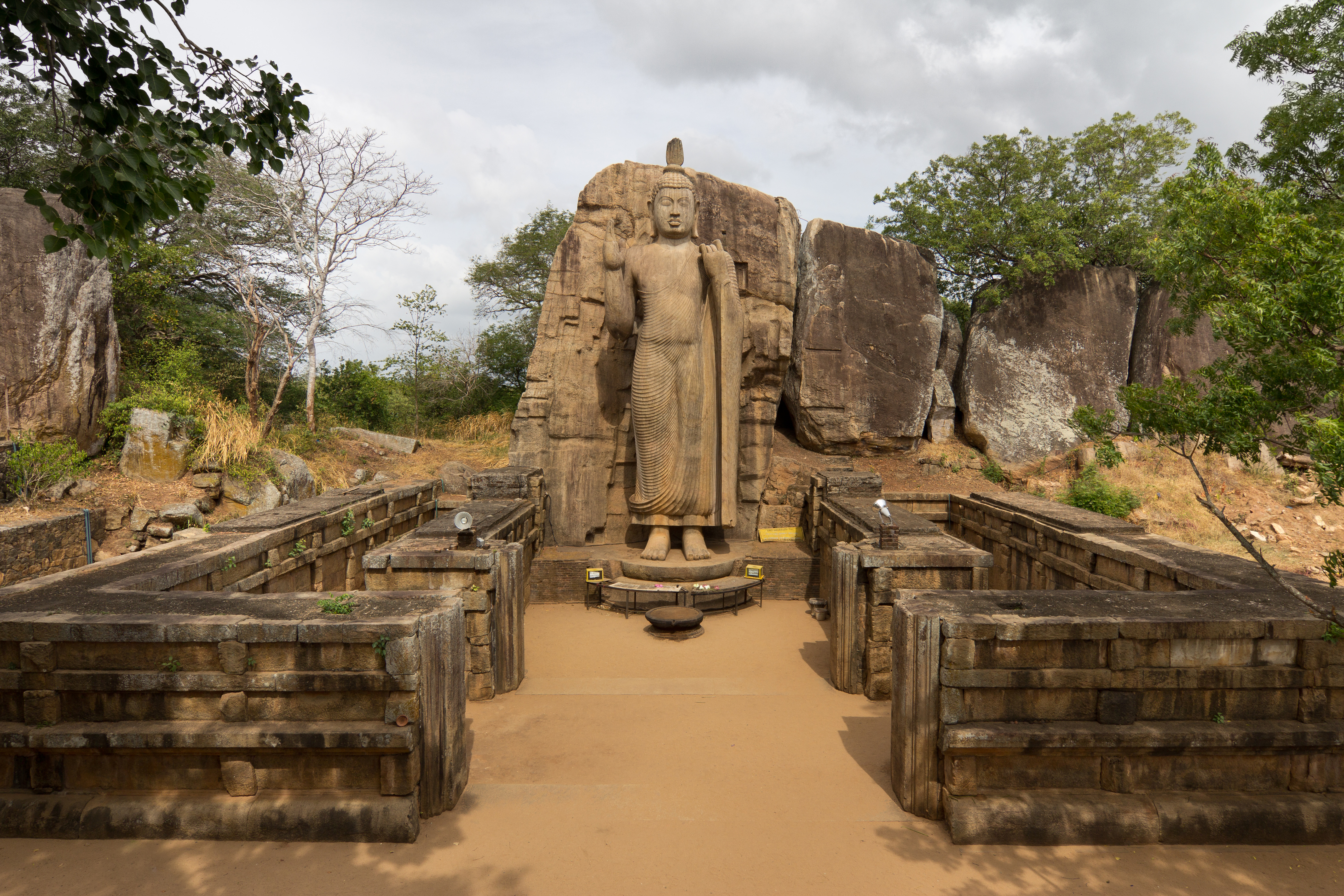
Статуя Будди Авукана, 12-метрова статуя Будди часів правління Дхатусени з Анурадхапури, 5 століття

Королівство Анурадхапура було засноване в 380 році до н. е. під час правління Пандукабхаї. Після цього Анурадхапура служила столицею країни протягом майже 1400 років. Стародавні ланційці відзначилися в будівництві певних типів споруд (конструкцій), таких як дагоби і палаци. Суспільство зазнало серйозних перетворень під час правління Деванампії Тісси з приходом Буддизму з Індії. У 250 р. до н. е. Махінда, син маур'янського імператора Ашоки, і Бгікшу (буддистський монах) прибули до Міхінтале з метою поширення буддизму. Їх місія увінчалася успіхом, їм вдалося переконати монарха прийняти буддизм, після чого він поширив цю віру серед сингальського населення.
Наступні королівства Шрі-Ланки підтримували велику кількість буддійських шкіл і монастирів і підтримували поширення буддизму в інші країни Південно-Східної Азії. Ланкійський бхікхус навчався в знаменитому Індійському буддійському університеті Наланда, який був зруйнований Бахтіяром Хілжі. Ймовірно, що багато Писань з Наланди збереглися в багатьох монастирях Шрі-Ланки і що письмова форма Трипітака, включаючи сингальську буддійську літературу, входила до складу університету Наланда. У 245 році до н. е., бхікхуні Сангамітта прибув з деревом Джая Шрі Маха Бодхі, яке вважається саджанцем історичного Дерева Бодгі, під яким Сіддгартха Ґаутама став просвітленим. Вона вважається найдавнішим деревом, посадженим людиною (з безперервним історичним рекордом) у світі.

#### Вторгнення
Шрі-Ланка вперше пережила іноземне вторгнення під час правління Суратіси, який був переможений двома торговцями на ім'я Сена і Гуттика з Південної Індії. Наступне вторгнення прийшло відразу в 205 році до н. е. королем Чола на ім'я Еллалан, який скинув Аселу і правив країною 44 роки. Дутугамуну, старший син південного регіонального під-короля, Кавана Тісси, переміг Елара у битві під Віджитапурою. Він побудував Руванвелісая, другу ступу в стародавній Шрі-Ланці, і Ловамахапая.
За два з половиною тисячоліття свого існування Королівство Шрі-Ланка було захоплено, принаймні, вісім разів сусідніми південноазійськими державами, такими як Чола, Пандья, Чера і Паллава. Всі ці завойовники згодом були відкинуті назад. Також були вторгнення королівств Калінга (сучасна Одіша) і Малакка. Кала-Вева та статуя Авукана були побудовані під час правління Дхатусени.

#### Четвертий буддійський собор
Четвертий буддійський собор Тгеравади був проведений в Анурадхапура Маха Віхарая в Шрі-Ланці під патронатом Валагамби в 25 р. до н. е. Собор був проведений у зв'язку з роком на Шрі-Ланці, коли урожай був особливо бідним, і багато буддійських ченців згодом померли від голоду. Через те, що Тапітака була в той час усною літературою, що зберігалася в декількох реквізаціях dhammabhāṇakas (дгарма рецитатори), ченці, що вижили визнали небезпеку не записувати його так, що навіть якщо деякі з ченців, які зобов'язані були вивчати і запам'ятовувати частини канон для наступних поколінь померли, вчення не було б втрачен..
Після Собору рукописи пальмових листків, що містять завершений канон, були передані в інші країни, такі як М'янма, Таїланд, Камбоджа і Лаос.

#### Пізніші періоди

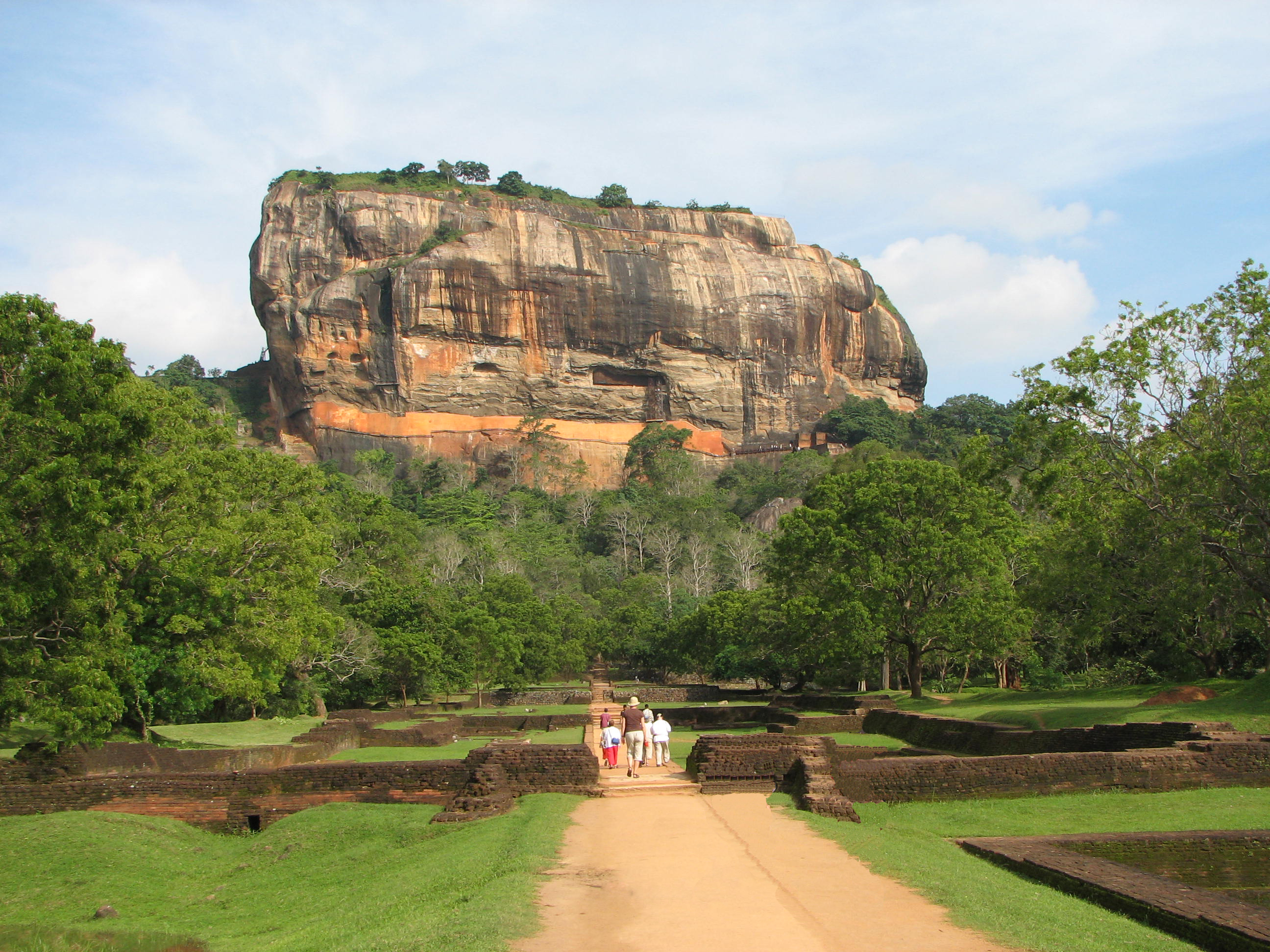
Сігірія («Скеля Лева»), скельна фортеця і місто, побудоване царем Каш'япою (477—495 рр. н. е.) як нова, більш оборонна столиця. Також використовувалася як монастир після перенесення столиці в Анурадхапуру.

Шрі-Ланка була першою азійською країною, яка, як відомо, мала правителя жіночої статті: Анула (47—42 рр. до н. е.). Ланкійські монархи провели ряд чудових будівельних проектів, таких як Сігірія, так звана «фортеця на небі», побудована за часів Каш'япи I, що правив між 477 і 495. Всередині цієї захисної огорожі були сади, ставки, павільйони, палаци та інші споруди.
1600-річні фрески Сігірії є прикладом найдавнішого мистецтва Шрі-Ланки. Вони є одним з найкраще збережених прикладів древнього містобудування в світі. Вони були оголошені ЮНЕСКО одним із семи об'єктів світової спадщини в Шрі-Ланці. Серед інших споруд великі водосховища, важливі для збереження води, а також складні акведуки, деякі з нахилом, який тонко калібрується як один дюйм до милі. Бісо Котува, своєрідна конструкція всередині греблі, — це технологічне диво, засноване на точній математиці, що дозволяє воді витікати за межі греблі, підтримуючи мінімум тиску.
Стародавня Шрі-Ланка була першою країною в світі, яка заснувала в Міхінтале в IV столітті спеціалізовану лікарню. Шрі-Ланка був також провідним експортером кориці в стародавньому світі. Вона підтримувала тісні зв'язки з європейськими цивілізаціями, включаючи Римську імперію. Наприклад, Бхатікабхая (22 р. до н. е. — 7 р. н. е.) Направив посланця до Риму, який приніс червоного корала, який використовувався для розробки чітких прикрас для руванвелій. Крім того, танцівниці Шрі-Ланки стали свідками вбивства Калігули. Коли королева Клеопатра відправила свого сина Птолемея XV Цезаріона в укриття, він вирушив на Шрі-Ланку.
Упасампада для бхікхуніс (буддійських монахинь) вперше прибув до Китаю, коли Девасара і десять інших бхікхуні прибули з Шрі-Ланки на прохання китайських жінок і встановили там порядок у 429 році.

## Адміністративно-територіальний поділ

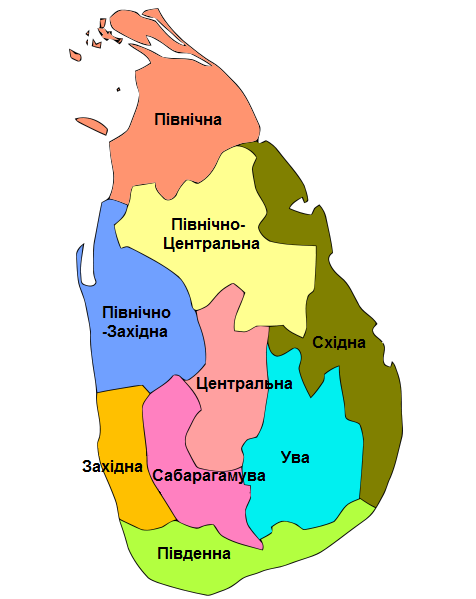
Провінції Шрі-Ланки

Країна поділяється на 9 провінцій: Західну (Коломбо), Південну (Ґалле), Сабарагамува (Ратнапура), Ува (Бадулла), Центральну (Канді), Північно-західну (Курунегала), Північно-Центральну (Анурадхапура), Східну (Тринкомалі) і Північну (Джафна), які, своєю чергою, підрозділяються на 25 округів, які поділяються на 331 підрозділ окружного секретаріату, які поділяються 14021 Грама Ніладхарі.
| Назва провінції               | Адміністративний центр | Територія, км² | Населення (2001) |
| ----------------------------- | ---------------------- | -------------- | ---------------- |
| Центральна провінція          | Канді                  | 5 674          | 2 423 966        |
| Східна провінція              | Тринкомалі             | 9 951          | 1 310 000        |
| Північно-Центральна провінція | Анурадхапура           | 10 714         | 1 104 664        |
| Північна провінція            | Джафна                 | 8 882          | 1 040 963        |
| Північно-Західна провінція    | Курунегала             | 7 812          | 2 169 892        |
| Провінція Сабарагамува        | Ратнапура              | 4 902          | 1 801 331        |
| Південна провінція            | Галле                  | 5 559          | 2 278 271        |
| Провінція Ува                 | Бадулла                | 8 488          | 1 177 358        |
| Західна провінція             | Коломбо                | 3 709          | 5 381 197        |

### Найбільші міста
Найбільше місто і головний порт — Коломбо (649 000 мешканців). Тут розташовані резиденція уряду і основні економічні й культурні заклади. Офіційною столицею вважається передмістя Коломбо — Шрі-Джаяварденепура-Котте (місце перебування парламенту).

Інші великі міста: Дехівала-Маунт-Лавінія (196 тис. мешканців), Джафна (129 тис.), Шрі-Джаяварданапура (109 тис.), Канді (104 тис.), Ґалле (84 тис.).

## Населення
19 742 439 (2003) (сингали — 74 %, таміли — 17 %, ларакалла — 7 %); за даними Організації Об'єднаних Націй, у 2025 році чисельність населення Шрі-Ланки становитиме 23 547 тисяч осіб, а до 2050 року — 25 923 тисяч осіб. Станом на 2003 рік на 1000 ланкійців доводилося 16,12 новонароджених, а померлих — 6,46. 135 з кожних 100 тисяч ланкійців емігрували з країни. 2003 року річний приріст населення Шрі-Ланки становив 0,83 відсотки. 22 % населення мешкає у містах і 78 % у сільській місцевості.
В етнічному плані більшість мешканців країни — сингали (75 %), а також ланкійські таміли (16 %), араби, малайці, бюргери (нащадки змішаних шлюбів ланкійців з вихідцями з Європи), ведди (найдавніша, корінна етнічна група острову) та інші. Спостерігається інтенсивний відтік тамільського населення до Індії та інших країн Південної Азії. Мови: сингальська, тамільська, англійська.
За релігійною ознакою населення Шрі-Ланки поділяється: 69 % буддистів, 15 % індуїстів (тамілів), 8 % мусульман, 8 % християн. Конституція гарантує свободу віросповідання, але панівну роль відводить буддизму, як такому, що «займає першочергове місце».

## Політичний устрій

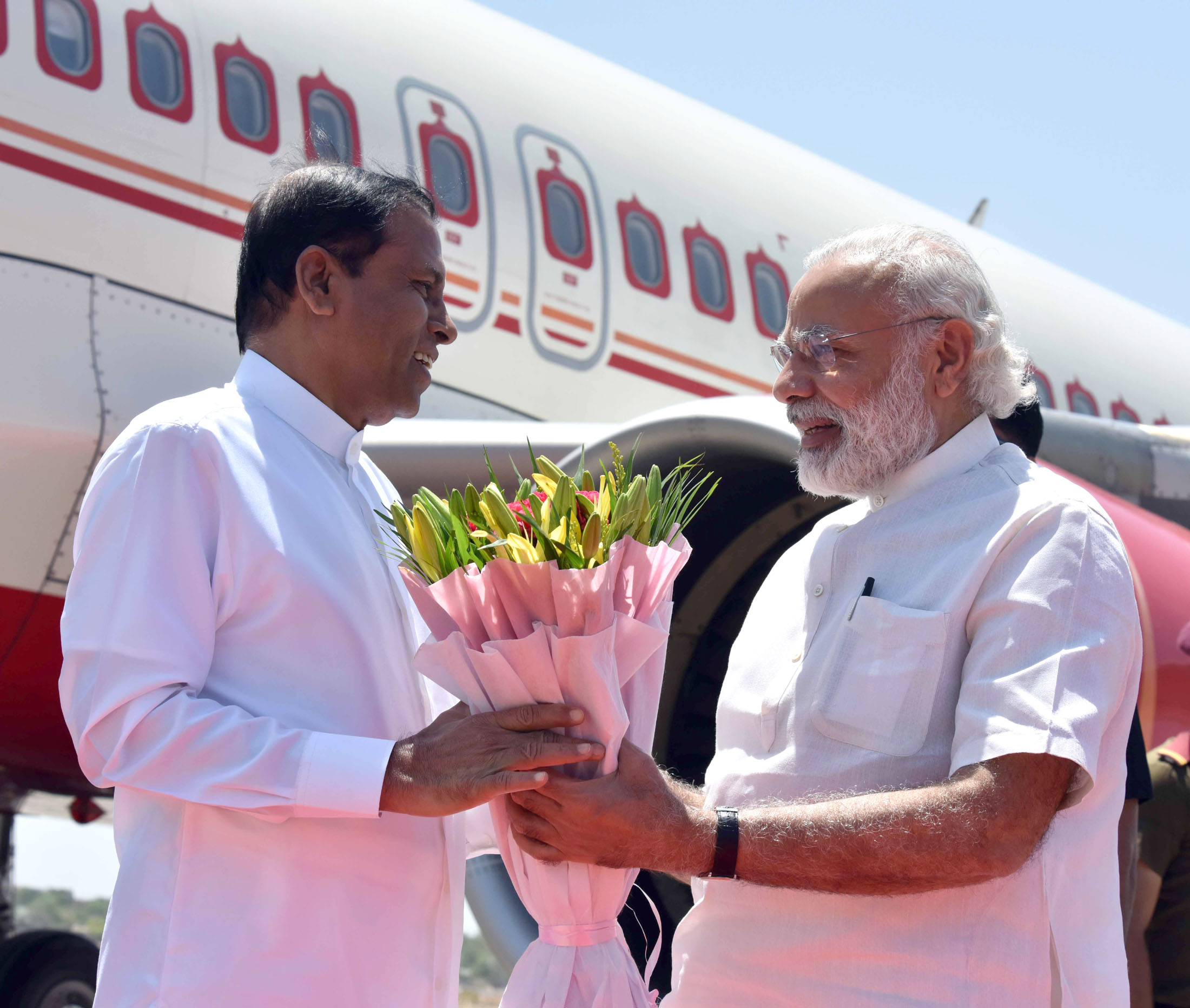
Президент Демократичної Соціалістичної Республіки Шрі-Ланка Маїтріпала Сірісена з прем'єр-міністром Індії Нарендрою Моді, 2016 р.

Шрі-Ланка є демократичною республікою та унітарною державою, яка керується напівпрезидентською системою із поєднанням президентської та парламентської системи. Шрі-Ланка є найстарішою демократією в Азії. Більшість положень конституції можуть бути змінені більшістю у дві третини голосів у парламенті. Внесення змін до деяких основних характеристик, таких як положення про мову, релігію та посилання на Шрі-Ланку як унітарну державу, вимагає як більшості у дві третини голосів, так і схвалення на загальнонаціональному референдумі.
Президент Шрі-Ланки є главою держави; головнокомандувачем збройними силами; главою уряду, і обирається всенародно на п'ятирічний термін. Президент очолює кабінет і призначає міністрів з числа обраних членів парламенту. Президент має імунітет від судового розгляду під час перебування на посаді щодо будь-яких дій, вчинених або недопущених ним або нею. Після прийняття 19-ї поправки до конституції в 2015 році президент має два терміни, які раніше не були обмеженими.
Парламент Шрі-Ланки є однопалатним законодавчим органом, що складається з 225 депутатів, у якому 196 депутатів обираються в багатомандатних виборчих округах і 29 обираються за пропорційним представництвом. Депутати обираються загальним голосуванням на п'ятирічний термін. Президент може скликати, призупинити або завершити законодавчу сесію та розпустити парламент. Парламент залишає за собою повноваження приймати всі закони. Заступник президента, прем'єр-міністр, очолює правлячу партію в парламенті.

### Права людини
Офіційно конституція Шрі-Ланки гарантує права людини, ратифіковані Організацією Об'єднаних Націй. Проте стан права піддають критиці з боку Amnesty International, Freedom from Torture, Human Rights Watch та Державного департаменту США. Уряд Шрі-Ланки звинувачують у порушенні прав людини. У звіті консультативної групи Генеральному секретарю ООН уряд звинувачено у військових злочинах на останніх етапах громадянської війни.
Корупція залишається проблемою на Шрі-Ланці.
135-річна стаття 365 Кримінального кодексу Шрі-Ланки криміналізує гомосексуальність і передбачає покарання до десяти років позбавлення волі.

## Економіка

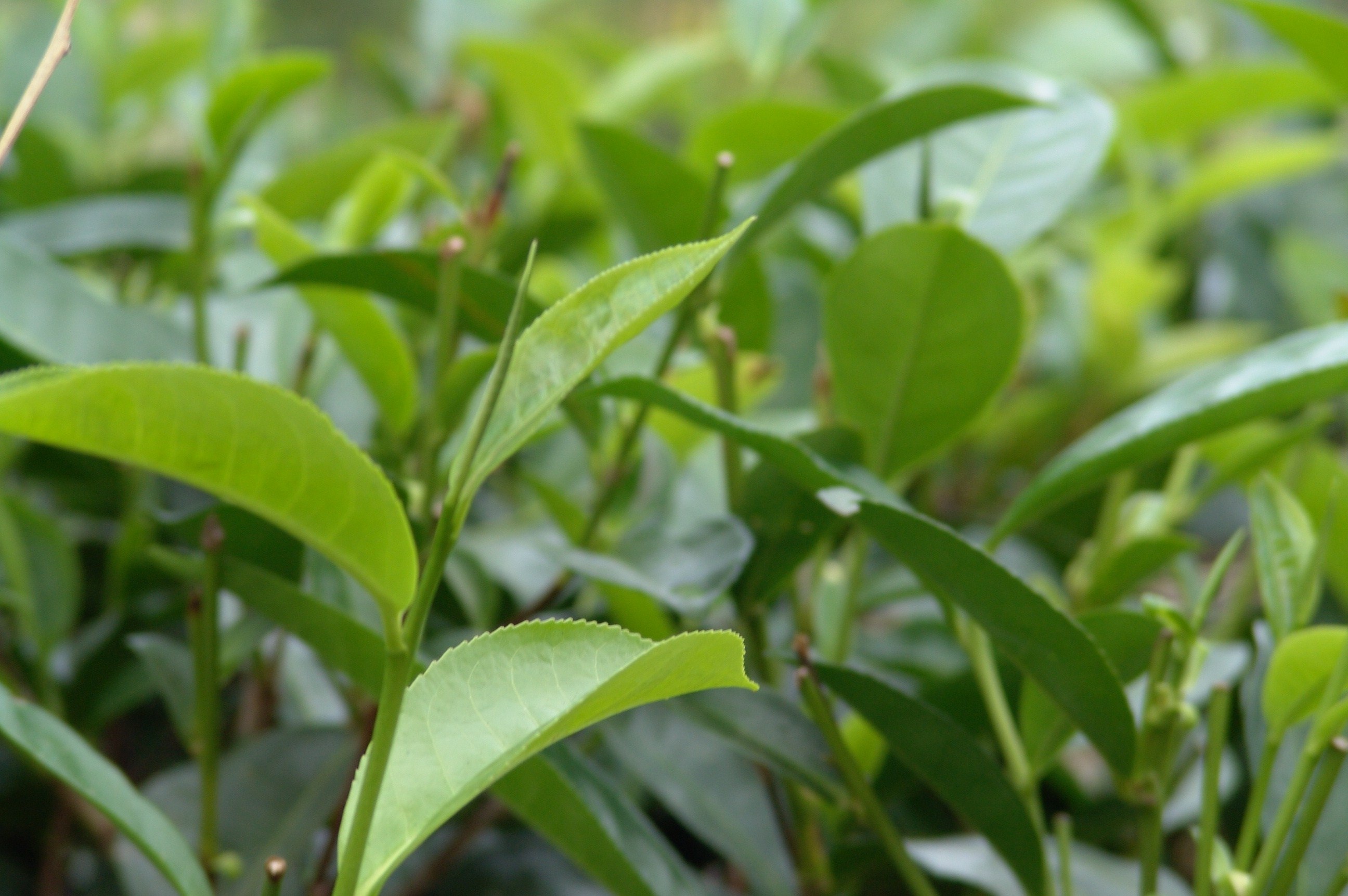
Найвідоміший експорт Шрі-Ланки — цейлонський чай

У світовій економіці Шрі-Ланка традиційно асоціювалася з виробництвом чаю, натурального каучуку, кориці; видобутком коштовних каменів (Ратнапура). У наш час[коли?] країна посідає лише 4-те місце у світі за виробництвом чаю, поступаючись Індії, КНР і Туреччині.
Сьогодні сільське господарство дає лише 20 % експорту (93 % у 1972 р.), головна галузь промисловості — текстильна (63 % експорту). Проте по Шрі-Ланці сильно ударила відміна розвиненими країнами в січні 2005 р. квот на імпорт одягу, що діяли (в рамках СОТ) понад 30 років, яка привела до заміщення ланкийської продукції дешевшою китайською. Головний економічний центр країни і найбільший порт — Коломбо. Зростання ВВП близько 5 % на рік. Шрі-Ланка займає 1-ше місце в Південній Азії за об'ємом ВВП на душу населення ($ 3700 в 2004 р.).
Експорт: чай, гума, кокоси, графіт, сапфіри, рубіни, інші дорогоцінні камені.
Шрі-Ланка (о. Цейлон) дала світу значну кількість вартісних рубінів і майже половину синіх сапфірів, де розробка родовищ корунду триває близько двох тисячоліть.

### Туризм

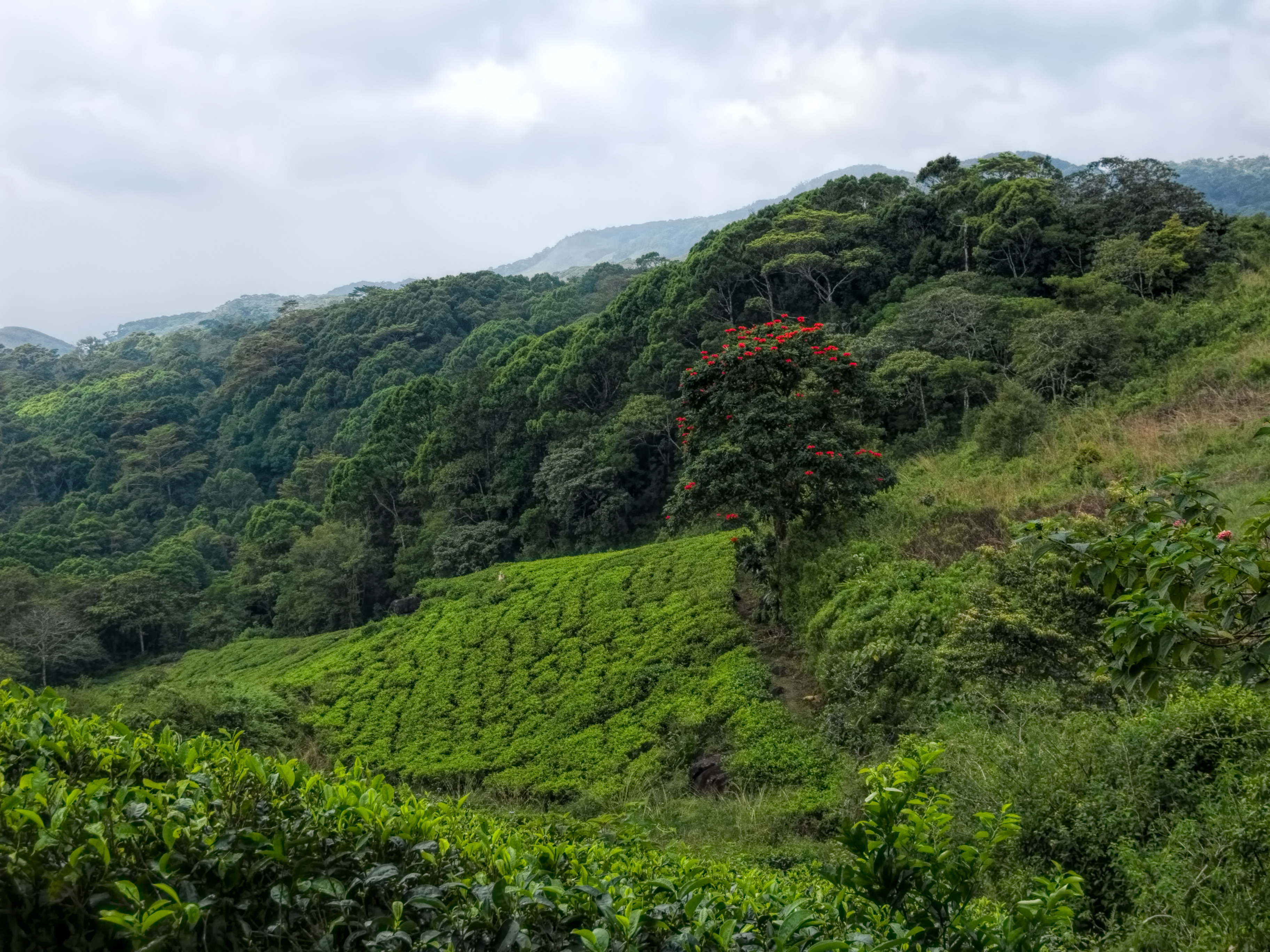
З 1988 року Сінхараджа перебуває під охороною ЮНЕСКО.

Дедалі більшу роль в економіці країни відіграє туризм (9 % ВВП в 2004 р.) — популярними є приморські курортні міста (Моратува, Галле), історичні визначні пам'ятки Канді, Анурадхапура, Полонарува, Сігірія, гірський курорт Нувара-Елія.
Канді — стародавня столиця Цейлону, саме тут зберігається одна з найшанованіших буддійських святинь — Зуб Будди. Дамбулла — знаменита своїм найбільшим храмом, побудованим ще в I ст. до н. е. усередині печери і прикрашеним безліччю ніш з картинами з буддійського епосу. Анурадхапура — священне місто і ланкійська столиця буддизму. Тут росте найзнаменитіше і найстаріше на Шрі-Ланці дерево Бо, під яким, за переказами в Будди відбулося осяяння.
Жителі Шрі-Ланки відомі всьому світу як «усміхнені люди», вони славляться своєю гостинністю і привітністю. Подорожуючи, ви неодмінно почуєте ланкійське «Аубован» (Ayubowan) — ви можете залишитися надовго.
У 1996 р. команда Шрі-Ланки виграла чемпіонат світу з крикету, відтоді це найпопулярніший спорт у країні.